# たんぽぽ (お笑いコンビ)
たんぽぽは、ホリプロコムに所属する白鳥久美子と川村エミコからなる日本のお笑いコンビ。元々ピン芸人としてデビューした2人によって結成された。

## メンバー
白鳥 久美子（しらとり くみこ、1981年12月11日 - （43歳））
ツッコミ担当。
福島県出身、日本大学芸術学部演劇学科卒業。
大学卒業後は役者としていくつかの劇団の舞台などで活動、2007年夏頃にピン芸人としてデビュー。

川村 エミコ（本名：川村 恵美子〈かわむら えみこ〉1979年12月17日 - （45歳））
ボケ担当。
神奈川県出身、東京経済大学経営学部卒業。
芸名をカタカナの「エミコ」としたのは同姓同名のAV女優がいるため。
『ホリプロお笑いジェンヌライブ』などにおいて、2003年4月にピン芸人としてデビュー。
夜景観光士検定3級を持っている。

## 略歴・人物・エピソード
- 2008年10月結成。同月に行われたM-1グランプリ2008へ出場（2回戦進出）したが、以後もテレビ出演や『ホリプロお笑いジェンヌライブ』など各ライブに出演している。組んで間もない頃はそれまでのようにそれぞれピンとしての活動もあったが、2009年辺りからはコンビ活動が主となっている。
- 結成するきっかけとなったのは誕生日が近く（6日違い）、家族構成も血液型も大学時代に演劇をやっていたことも同じで体型も似ており、白鳥曰く「中学時代"アゴドリル"（白鳥）、"かさぶた"（川村）とあだ名され、お互いブス」と共通することなど似通った点が多かったためいつも一緒にいる機会が多くなり、ある日に川村から「2人でのネタ作ったから、一緒にやらない?」と持ち掛けられ活動するようになったという。コンビ名は、生命力が強く何度摘んでも再び生えてくるタンポポの雑草魂に共感したからというのが由来。なお、たんぽぽとして初めて演じたネタは「男子校に通いたい娘とその母親の進路相談」だった[3]。
- 2010年10月30日、『めちゃ²イケてるッ!』（フジテレビ）新メンバーオーディションで合格、新メンバーとなった。
- 2010年11月14日、初単独ライブ『たすきがけ』（東京・新宿バイタス）を、2011年3月13日に2回目の単独ライブ『ぽん酢』（新宿バイタス）を行う。
- 2011年、ホリプロ本体から現在のホリプロコムに移籍。
- 2015年3月13日放送『笑神様は突然に…』（日本テレビ）にて「チーム白鳥の里帰り」として、たんぽぽ・藤本敏史（FUJIWARA）・小沢一敬（スピードワゴン）というメンバーで白鳥の故郷である福島県郡山市を訪れた。そこで白鳥の学生時代の友人が営む喫茶店での会話がきっかけで白鳥は6年越しの片思いの相手だったチェリー吉武に急遽電話で告白する運びとなり、その結果「とても素敵な人だし、僕みたいなのでよければ。まずは距離を縮めたい」とOKを貰えた。これは「今まで異性との交際経験のなかった白鳥に初めて彼氏ができた」とネット上で話題となり、「この番組で初めて泣いた」「マジ泣きした」「勇気づけられました」など多数の感想が挙がっている。またOKをもらった際はその友人や川村も思わず感極まって涙し、告白を後押しした小沢ももらい泣きしているところを藤本に「『俺のおかげ』みたいな顔すんなお前! なんやさっきからずっと!」とツッコまれていた。なお、このロケの中で白鳥の父親が『秋桜』を弾き語りしたシーンは他の出演者から「何のVTR?」「お前ら何聴き入ってんのよ」「みんなすごい顔して聴いてた」などとツッコまれ（これについて藤本は「1フレーズくらいで終わると思ったら結構フル（コーラス）で行くのでどうしていいか分からなかった」とコメントしている）、この回の「最も笑神様が降りていたシーン」に選ばれている[4][5]。
- 2018年3月3日放送『めちゃイケコンビネタNo.1決定戦』にてジャルジャル・よゐこ・極楽とんぼ・オアシズ・ナインティナインの中で優勝を成し遂げ、「シュウ活プロジェクト」で結果を残した[6]。

## 芸風
喋りを主体としたネタで、話が進むうちにお互いの風貌や顔の形を罵り合うなどの展開が定番となっている。川村が「ましぇーん!」を語尾に入れてポーズをとるなど、一部の芸風はピン時代の芸をたんぽぽにも取り入れることがある。コントには2人とも制服姿で演じるものがある。自分たちの顔を「アパホテルの社長」（川村）、「ナン」「ばかうけ（栗山米菓の米菓）」（白鳥）などと形容してネタ中に取り入れることもある。「根っこが残ればまた生える! たんぽぽです」といったあいさつがある。また最後は、ほとんどの場合川村の「すぺぺぺぺ」という謎のセリフで終わる。

## 賞レース
- 2010年 キングオブコント 3回戦進出
- 2011年 キングオブコント 2回戦進出
- 2012年 キングオブコント 準々決勝進出
- 2013年 キングオブコント 準決勝進出
- 2014年 キングオブコント 準々決勝進出
- 2015年 キングオブコント 準々決勝進出
- 2018年 女芸人No.1決定戦THE W 準決勝進出
- 2019年 女芸人No.1決定戦THE W 準決勝進出

## 出演番組

### 現在
- たんぽぽの綿毛time♪（全国AMラジオ数局）

### 過去
- 爆笑トライアウト（NHK総合）- 2009年10月4日 497TP、会場審査1位で本戦進出
- 爆笑オンエアバトル（NHK総合）戦績0勝1敗 141KB
- オンバト+（NHK総合）戦績0勝1敗 237KB
- キャラ☆キング（テレビ朝日制作、テレ朝チャンネル・独立UHF局各局他）- 『こわがりエミちゃん』のキャラクターで出演
- エンタの天使（日本テレビ）- 第8回（2009年2月4日）、キャッチコピーは「湿気ったダンデライオン」
- 大人のソナタ（テレビ朝日）- 2009年5月10日 （※2009年4月26日は川村のみ出演）
- ぐるぐるナインティナイン（日本テレビ）- 『おもしろ荘へいらっしゃい!』コーナー、2009年5月14日初出演
- Goroプレゼンツ マイ・フェア・レディ（TBSテレビ）- 2009年8月12日
- 笑撃!ワンフレーズ（TBSテレビ）- 不定期出演
- 『ぷっ』すま（テレビ朝日）- 2010年2月9日「ザ・ギリギリマスター! ギリギリ女芸人」
- 女神のマルシェ（日本テレビ）
- ウケウリ!!（日本テレビ）
- IJP イジュウインパーク（TOKYO MX）- 準レギュラー
- アリケン（テレビ東京）- 2010年8月21日 他
- 玉川美沙 たまなび（文化放送）- 2010年7月〜（金曜準レギュラー）
- 大進撃放送BONZO!（TOKYO MX）- 2010年8月「お笑いマンスリーPickUp」
- 主演 さまぁ〜ず 〜設定 美容室〜（日本テレビ）- 2010年10月21日
- タマゲタ家のくりびつテンギョーTV（テレビ東京）- 2010年12月10日
- めちゃ²イケてるッ!（フジテレビ）- 2010年10月30日〜2018年3月31日「新メンバーオーディション」で合格、新メンバーとなった。
- ライオンのごきげんよう（フジテレビ）- 2011年1月21日、24日、25日
- ロンドンハーツ - 2011年3月1日
- run for money 逃走中（フジテレビ）- 2011年3月6日
- 超豪華!!スタア同窓会（日本テレビ）- 2011年4月5日（第3回）
- さまぁ〜ZOO（テレビ東京）- 2011年4月〜（レギュラー）
- ヨルカミ（毎日放送）- 2012年4月〜（レギュラー）
- まめサタ（テレビ静岡）- 準レギュラー（月1回程度出演）
- 満喫！とちぎ日和（とちぎテレビ）- レギュラー[7]
- タモリ倶楽部（2011年9月23日、テレビ朝日）「胸がキュン!股間がビン!伝説のセクシーポーズBEST10」回に出演
- ヒルナンデス!（日本テレビ）- 金曜日隔週レギュラー（2013年10月 - 2017年3月）→ 金曜日コーナーレギュラー（2017年4月 - 2018年9月）
- オールスター後夜祭（2018年10月7日[8]、2019年4月7日[9] TBSテレビ）

### 映画
- サビ男サビ女（2011年1月15日公開、ニューシネマワークショップ）- 第1話「ハゲマシガールズ」白鳥：マミコ 役、川村：サナエ 役

### CM
- 味の素「ほんだし」（2010年9月-2011年3月）
- アイフル（2014年）
- ジェイフロンティア株式会社「酵水素328選」（2012年 - ）※川村は2012年から、後に白鳥も出演。

### 音楽
- 2010年9月10日、『IJP イジュウインパーク』の企画『夢の印税生活をしよう!』で歌手デビュー（ユニット名：ぷぬぽぼ）。「アルプス一万尺 IJPバージョン」着うた・PC配信限定。